# Rhyacia asella
Rhyacia asella là một loài bướm đêm trong họ Noctuidae.